# Tomáš Nosek
Tomáš Nosek (* 1. September 1992 in Pardubice, Tschechoslowakei) ist ein tschechischer Eishockeyspieler, der seit Juli 2024 bei den Florida Panthers aus der National Hockey League (NHL) unter Vertrag steht und dort auf der Position des linken Flügelstürmers spielt. Mit dem Team gewann er in den Playoffs 2025 den Stanley Cup. Zuvor verbrachte Nosek drei Jahre in der Organisation der Detroit Red Wings und spielte vier Saisons für die Vegas Golden Knights sowie zwei für die Boston Bruins.

## Karriere
Tomáš Nosek wurde in Pardubice geboren und durchlief in seiner Heimatstadt die Nachwuchsabteilungen des HC Pardubice, wobei er ab der Saison 2008/09 in der U20 und somit in der höchsten Juniorenliga des Landes spielte. Erste Erfahrungen im Herrenbereich sammelte der linke Flügelstürmer in der Spielzeit 2010/11, als er auf Leihbasis für den HC Chrudim in der 1. Liga, der zweiten tschechischen Liga, auf dem Eis stand. Im Jahr darauf debütierte Nosek auch für die A-Mannschaft des HC Pardubice in der Extraliga, wo er sich in der Folge – neben kurzzeitigen Leiheinsätzen beim HC Hradec Králové – etablierte. Zudem gehörte er zum Team, das 2012 die tschechische Meisterschaft gewann, jedoch kam er dabei nur während der regulären Saison zum Einsatz. Der Durchbruch in der Extraliga gelang dem Tschechen in der Spielzeit 2013/14, als er den HC Pardubice in Toren (19) und Vorlagen (25) anführte, sodass er sich im Juni 2014 zu einem Wechsel nach Nordamerika entschloss und, ohne in einem NHL Entry Draft berücksichtigt worden zu sein, bei den Detroit Red Wings aus der National Hockey League (NHL) einen Einstiegsvertrag unterzeichnete.
In der Organisation der Red Wings kam Nosek hauptsächlich bei deren Farmteam, den Grand Rapids Griffins, in der American Hockey League (AHL) zum Einsatz, bei denen er sich ebenfalls als regelmäßiger Scorer etablierte. Parallel dazu wurde er im KHL Junior Draft 2015 an 97. Position von Lokomotive Jaroslawl ausgewählt. Sein NHL-Debüt gab der Angreifer im Dezember 2015, ohne sich in der Folge jedoch einen festen Platz im Kader Detroits erspielen zu können. In der Saison 2016/17 kam er insgesamt auf elf Spiele für die Red Wings, bevor er mit den Griffins die AHL-Playoffs um den Calder Cup gewann und sein Team dabei in Scorerpunkten (22) anführte. Anschließend wurde Nosek im NHL Expansion Draft 2017 von den neu gegründeten Vegas Golden Knights ausgewählt und etablierte sich im Rahmen der Vorbereitung auf die Spielzeit 2017/18 in deren NHL-Aufgebot. Mit dem Team erreichte er in den Playoffs 2018 überraschend das Finale um den Stanley Cup, unterlag dort allerdings den Washington Capitals.
Nach vier Jahren in Las Vegas wurde sein auslaufender Vertrag im Sommer 2021 nicht verlängert, sodass er sich im Juli 2021 als Free Agent den Boston Bruins anschloss. Dort war der Tscheche zwei Spielzeiten tätig, ehe er in gleicher Weise im Sommer 2023 zu den New Jersey Devils wechselte, ebenso wie im Juli 2024 zu den Florida Panthers. In den folgenden Playoffs 2025 gewann Nosek seinen ersten Stanley Cup bei seiner zweiten Finalteilnahme, wobei die Panthers mit einem 4:2-Erfolg über die Edmonton Oilers ihren Titel verteidigten.

### International
Erste internationale Erfahrungen sammelte Nosek mit der U20-Nationalmannschaft Tschechiens bei der U20-Weltmeisterschaft 2012 und belegte dort mit dem Team den fünften Platz. Für die A-Nationalmannschaft debütierte er bei der Euro Hockey Tour 2013/14, in deren Rahmen die tschechische Auswahl den Channel One Cup 2013 gewann und in der Gesamtwertung den dritten Rang erreichte.

## Erfolge und Auszeichnungen
- 2012 Tschechischer Meister mit dem HC Pardubice
- 2017 Calder-Cup-Gewinn mit den Grand Rapids Griffins
- 2025 Stanley-Cup-Gewinn mit den Florida Panthers

## Karrierestatistik
Stand: Ende der Saison 2024/25

### International
Vertrat Tschechien bei:
- U20-Junioren-Weltmeisterschaft 2012

(Legende zur Spielerstatistik: Sp oder GP = absolvierte Spiele; T oder G = erzielte Tore; V oder A = erzielte Assists; Pkt oder Pts = erzielte Scorerpunkte; SM oder PIM = erhaltene Strafminuten; +/− = Plus/Minus-Bilanz; PP = erzielte Überzahltore; SH = erzielte Unterzahltore; GW = erzielte Siegtore; 1 Play-downs/Relegation; Kursiv: Statistik nicht vollständig)